# Andreas Weische

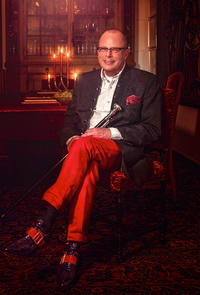
Andreas Weische auf Haus Ruhreck

Andreas Weische (* 14. August 1964 in Fröndenberg) ist ein deutscher Maler. 

## Leben
Weische verbrachte seine Kindheit und Jugend im sauerländischen Menden. Seine ersten gestalterischen und handwerklichen Erfahrungen machte er in den Jahren von 1971 bis 1973 bei einem Goldschmied. Nach seiner Ausbildung erwarb er die Fachhochschulreife für Gestaltung. Im Jahr 1990 beendete er seine Ausbildung zum Goldschmied. Er leitete in den nachfolgenden Jahren eine Juwelierfiliale in München und betrieb ein Atelier in Haag. Seit 1992 hatte er freundschaftliche Kontakte zu Bele Bachem, Fabius von Gugel und Ernst Fuchs in Wien.
Seit 1993 ist Weische als freischaffender Maler und Goldschmied tätig. Im Jahr 1994 nahm er an der von Ernst Fuchs organisierten Ausstellung Phantastischer Kunst Du fantastique au visionnaire in Venedig teil. Im Jahr 1998 entwarf er für das posthum erschienene Buch von Michael Ende Der Niemandsgarten den Titelumschlag.
Weische betreibt seit 2009 ein Atelier im Haus Ruhreck in Hagen. Er ist Mitglied im Bund bildender Künstler Hagenring. Gelegentlich werden seine Gemälde im Auktionshandel angeboten.

## Auszeichnungen
- Middendorf-Thomeé-Preis (1990)

## Sammlungen
- Sammlung Jörg Horn – Berlin, Deutschland
- Sammlung Maurizio Albarelli – Venedig, Italien
- Sammlung Stadtvilla am Wall – Neuenrade, Deutschland

## Ausstellungen (Auswahl)
- 2015: Waltraud Schroll, Katherine Tinteren-Klitzke, Andreas Weische – „3 x Eins“, Galerie Hagenring, Hagen[5]
- 2015: Universitätsclub der Universität Bonn, Bonn (2015)[6]
- 2015: Andreas Weische und die Poetisierung der Welt, Künstlerhaus am Lenbachplatz, München
- 2013: Martin Noll und Andreas Weische, Oberhessisches Museum, Gießen[7]
- 2011: Der extraterrestrische Flughafen – Landschaft hinter der Landschaft,  Wrangelschlösschen, Berlin
- 1998: Andreas Weische und die Poetisierung der Welt, Haus Füchten, Ense
- 1994: Du fantastique au visionnaire, Venedig, Italien[8]